# Cantonul Néronde
Cantonul Néronde este un canton din arondismentul Roanne, departamentul Loire, regiunea Rhône-Alpes, Franța.

## Comune
| Comune                  | Populație (1999) | Cod poștal | Cod INSEE |
| ----------------------- | ---------------- | ---------- | --------- |
| Balbigny                | 2 721            | 42510      | 42011     |
| Bussières               | 1 482            | 42510      | 42029     |
| Néronde                 | 463              | 42510      | 42154     |
| Pinay                   | 275              | 42590      | 42171     |
| Sainte-Agathe-en-Donzy  | 118              | 42510      | 42196     |
| Sainte-Colombe-sur-Gand | 410              | 42540      | 42209     |
| Saint-Cyr-de-Valorges   | 347              | 42114      | 42213     |
| Saint-Jodard            | 582              | 42590      | 42241     |
| Saint-Marcel-de-Félines | 762              | 42122      | 42254     |
| Violay                  | 1 351            | 42780      | 42334     |